# مخطط انسيابي

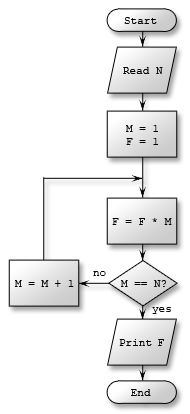
خارطة اِنسياب تحسيب العاملي

المخطط الانسيابي أو المخطط التدفقي أو خارطة الانسياب أو خارطة سير المعلومات أو مخطط السياق (بالإنجليزية: Flowchart)‏ هي خارطة يستخدم فيها بعض الأشكال المتفق عليها لتمثيل خطوات معينة من بداية خوارزمية إلى نهايتها.
مع ذلك، يجب الذكر هنا بأن ّ استخدام خارطة الاِنسياب هو أسلوب محدود في التطبيق، محدود على صنف معيـّـن من المسائل البرمجية فقط، وهو صنف المسائل الذي يسمح بحلــّـه عن طريق البرمجة الأمرية (imperative programming).
أهمية استخدام خارطات سير المعلومات:
1. تعطي صورة واضحة وكاملة للخطوات المطلوبة لحل مسألة معينة في ذهن المبرمج بحيث تساعده في

الاطلاع على جميع أجزاء المسألة قبل تنفيذها.
1. تبين للمبرمج الأخطاء في البرامج وبخاصة الأخطاء المنطقية والتي يعتمد اكتشافها على وضع التسلسل المنطقي لخطوات حل المسألة لدى المبرمج.
2. تساعد المبرمج على ادخال أي تعديلات قد يحتاجها على أي جزء دون الحاجة لدراسة جميع اجزاء المسألة.
3. تسهل على المبرمج فهم المسألة المعقدة والتي تكثر فيها الاحتمالات والتفرعات وبذلك تظهر الخريطة الخطوات الرئيسية بوضوح.

## تفريق أنواع خرائط الاِنسياب
تقسم خرائط سير البرامج إلى أنواع متعددة ويمكن لبرنامج ان يشمل أكثر من نوع ومن أهم هذه الأنواع:
1_ خرائط التتابع البسيط:
يكون ترتيب الخطوات في هذا النوع على شكل سلسلة مستقيمة من البداية حتى النهاية وتخلو من أي تفرعات أو احتمالات؛
2_ الخرائط ذات الفروع:
يحدث التفرع في هذا النوع بسبب الحاجة لاتخاذ قرار أو المفاضلة بين اختياريين أو أكثر فيكون لكل فرع طريق مستقل عن الآخر؛
3_خرائط الشــّــَـقـْـلــُـوْبـَـة الواحدة:
تستخدم الخرائط ذات السقلوبة الواحدة لاعادة عملية أو مجموعة من العمليات في البرنامج عددا محدود من المرّات التي يحددها المبرمج ويطلق على هذا النوع أيضا اسم خارطات الشقلوبة البسيطة لانها تبقى بلا غير؛
4_خرائط ذي عدّة شــَـقـْـلــُـوْبـَـات (diagrams of repeatedly executed loops): في ظروف التكثر من هذا النوع الشقلوبات تكون داخل بعضها البعض ولكن لا تتقاطع وتسمى الشقلوبة الأولى شقلوبة داخلية والشقلوبة الثانية شقلوبة ً خارجية ً وتكون أولوية التنفيذ لتحقيق الشقلوبة الداخلية؛
وقد اخذت هذه الخرائط اسمها من اسنخدامها لاكثر من شقلوبة واحدة وقد يطلق عليها أيضا خرائط الشقلوبات المتداخلة أو الضمنية.

## عناصر خارطات الاِنسياب
تتعدد الاشكال المستخدمة لرسم الخارطات ومنها المربع والمثلث والاسطواني ومتوازي الأضلاع…

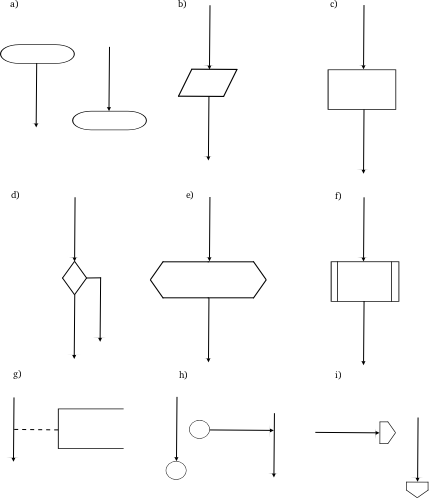
أنواع العناصر المرسومة في خارطات الاِنسياب

| الرمز | الاسم           | المعنى                                                             |
| ----- | --------------- | ------------------------------------------------------------------ |
|       | خط انسياب       | يُمثِّل اتجاه الانسياب المنطقي للبرنامج.                              |
|       | بداية / نهاية   | يمثل نقطة بداية أو نهاية البرنامج                                  |
|       | عملية           | يمثل عملية مُعالجة البيانات                                         |
|       | قرار            | يمثل اتخاذ قرار أو تعبير منطقي بحاجة لجواب                         |
|       | إدخال/إخراج     | يُمثل إدخال أو إخراج البيانات أثناء البرنامج                        |
|       | ملاحظة (تعليق)  | تُدرَج فيها معلومات إضافية حول العملية أو خطوة في البرنامج           |
|       | عمليَّة مُعرَّفة     | تُظهر عمليَّة مُعرَّفة مُسبقاً.                                            |
|       | وصلة من الصفحة  | وصلات مزدوجة تحل محل تعليمات طويلة في صفحة المخطط الانسيابي نفسها. |
|       | وصلة إلى الصفحة | وصلات تحل محل تعليمات طويلة في صفحة أخرى.                          |

## أنظر أيضا ً
- نمط برمجة
- سلسلة عملية يحركها الحدث
- دراكون

## وصلات خارجية
- برنامج مفتوح المصدر بـاِسم Dia، يسمح المستخدم رسم خارطات الاِنسياب